# Omogryllus jeanneli
Omogryllus jeanneli är en insektsart som först beskrevs av Lucien Chopard 1938.  Omogryllus jeanneli ingår i släktet Omogryllus och familjen syrsor. Inga underarter finns listade i Catalogue of Life.